# U Got Miilk?
U Got Miilk? – drugi album studyjny amerykańskiego rapera Miilkbone'a wydany w 2001 roku.

## Lista utworów
1. Skit - 0:35
2. Intro - 1:45
3. Sex, Money, Drugs, Cars - 3:16
4. Yes Yes Yall 	Miilkbone - 3:37
5. Why U Hate - 3:38
6. Take This Ride feat. Danielle Jordan - 3:24
7. Enemy of State - 2:38
8. A Few Good Men feat. Tame One - 3:30
9. War Fair feat. Culture - 4:03
10. Lesson 1:1 feat. Triple Beam 	- 3:38
11. Dear Slim - 4:13
12. Yesterday feat. Carmen - 3:44
13. Things You Do - 3:33
14. Ha Ha Ha - 3:33
15. I Think So - 3:45
16. Goodbye - 4:31
17. Outro - 1:21